# ГЕС Ікстапантонго
ГЕС Ікстапантонго— гідроелектростанція у мексиканському штаті Мехіко. Знаходячись між ГЕС Ель-Дуразно (18 МВт, вище по течії) та ГЕС Санта-Барбара, входила до складу каскаду на річці Тілосток, лівій притоці Кутцамали, яка в свою чергу є правою притокою Бальсас (впадає до Тихого океану на межі штатів Герреро та Мічоакан).
Відпрацьована на станції  Ель-Дуразно вода відводилась у створене на правобережжі Тілосток невелике (2 млн м3) водосховище Colorines. Звідси по каналу довжиною 0,5 км, підземному водоводу довжиною 0,6 км та трьом напірним водоводам довжиною біля 1 км вона спрямовувалась до машинного залу станції Ікстапантонго, розташованого на лівому березі Тілосток. Останній був обладнаний трьома турбінами типу Френсіс – двома потужністю по 25 МВт та однією з показником 56 МВт – які використовували напір у 328 метрів та забезпечували виробництво 384 (за іншими даними – 246) млн кВт-год електроенергії на рік. Відпрацьована вода потрапляла у створене на Тілосток водосховище Ікстапантонго, звідки спрямовувалась на наступну станцію каскаду.
В 1970-х роках через зростання населення мексиканської столиці вирішили розпочати подачу туди води зі сточища Кутцамали, для чого створили грандіозну систему з насосних станцій, тунелів, водоводів та сховищ. ЇЇ проміжною частиною стали споруджені раніше у верхній частині сточища Тілосток резервуари Colorines, Валле-де-Браво та Вілла-Вікторія. Два останні мали об’єм у 401 млн м3 та 218 млн м3 і забезпечували накопичення основного ресурсу для роботи тілостокського каскаду (носив назву El Sistema Hidroelectrica Miguel Aleman). Зміна їх цільового призначення унеможливила подальше функціонування станції Ікстапантонго, котра була законсервована.